# 洪輔聖
洪輔聖（1570年—1610年），字孟鄰，號邻虞，直隸徽州府歙县人，明朝政治人物。

## 生平
萬曆十三年（1585年）乙酉科应天府举人，三十五年丁未科进士，授行人司行人，三十八年卒。

## 家族
曾祖洪顯華。祖父洪烈，封徵仕郎中書舍人。父洪啓蒙，贈奉直大夫户部员外郎。母汪氏，贈宜人。永感下。從兄洪世俊（进士）。從弟洪文衡（工部郎中）、洪仰聖（禮部儒士）、洪襄聖、洪戴聖、洪佑聖、洪瞻聖、洪觐圣。
弟洪翼圣（户部员外郎）、弟洪佐圣（禮部主事）、子洪天擢皆为进士。